# HMS Linaria (K282)
HMS Linaria (K282) je bila korveta izboljšanega razreda Flower, ki je med drugo svetovno vojno plula pod zastavo Kraljeve vojne mornarice.

## Zgodovina
Ladjo je kot USS Clash (PG-91) naročila Vojna mornarica ZDA, po splovitvi pa jo je predala v sklopu programa Lend-Lease Kraljevi vojni mornarici, ki jo je nato preimenovala v HMS Linaria. 27. julija 1946 je bila vrnjena ZDA, kjer pa ni več vstopila v vojaško uporabo. V začetku leta 1948 jo je vojska prodala.